# Ajuntament de Montmeló
L'ajuntament de Montmeló és un edifici de Montmeló (Vallès Oriental) protegit com a bé cultural d'interès local.

## Descripció
És un edifici format per dues ales situades en la posició d'un angle de 90 graus, en el vèrtex del qual s'hi troba la façana. La coberta d'aquest cos central és de dues vessants. S'accedeix a l'interior a través d'un arc de mig punt remarcat per una motllura senzilla. Al seu damunt hi ha l'escut de la vila i en el pis superior un gran arc apuntat suportat per dues pilastres adossades, que és un balcó. Hi ha també un rellotge i dues campanes. A les ales laterals s'hi obren dues fileres de finestres, una superior i l'altra inferior.

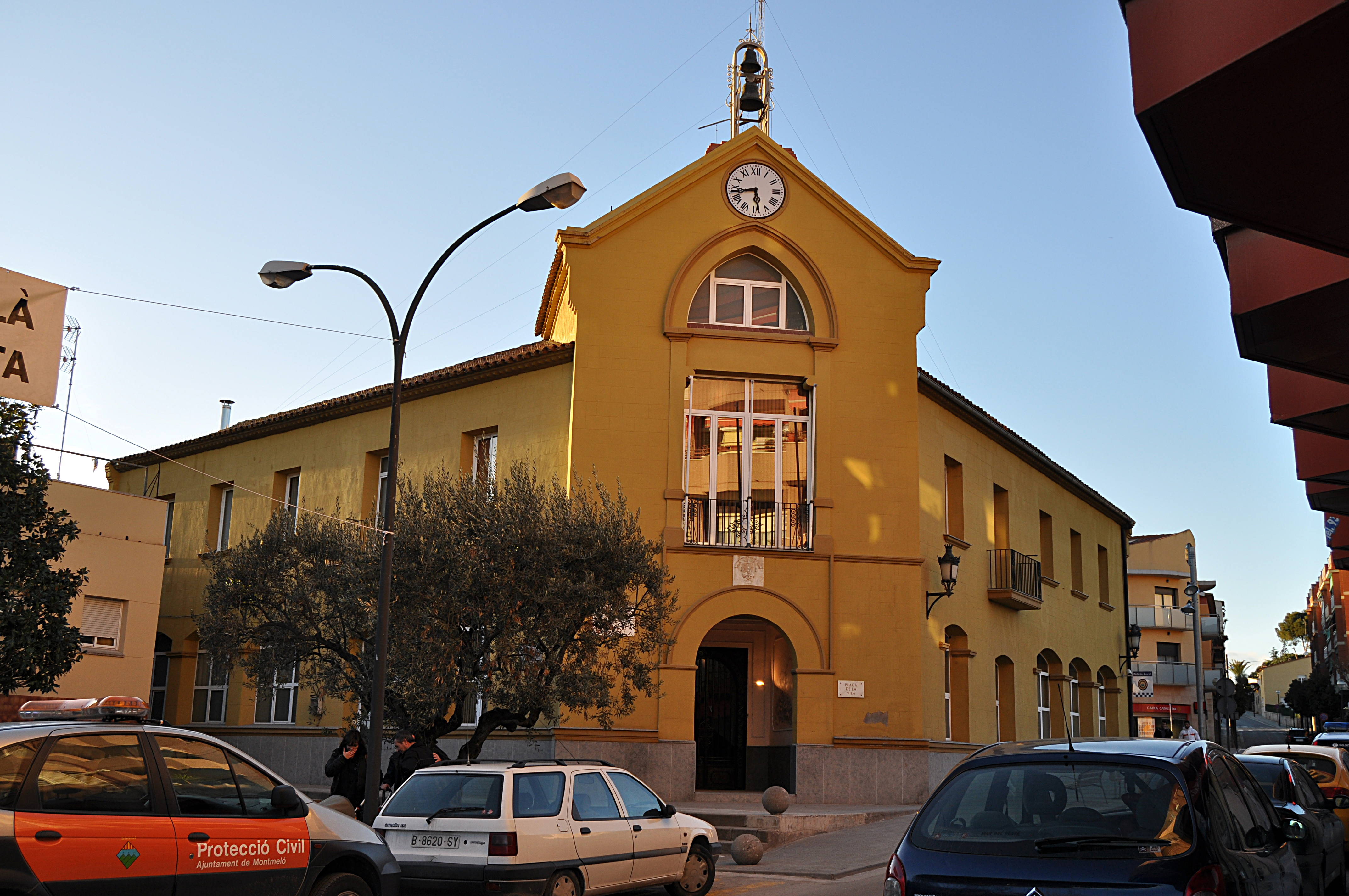
Ajuntament de Montmeló.

## Història
Fou construït vers els anys trenta del segle XX amb la intenció de ser l'ajuntament i l'escola (l'ala dreta i l'esquerra eren l'escola masculina i femenina respectivament). En l'actualitat només els dos pisos inferiors de les dues ales són destinats a escola, la resta són locals de l'ajuntament.